# Original Odhner

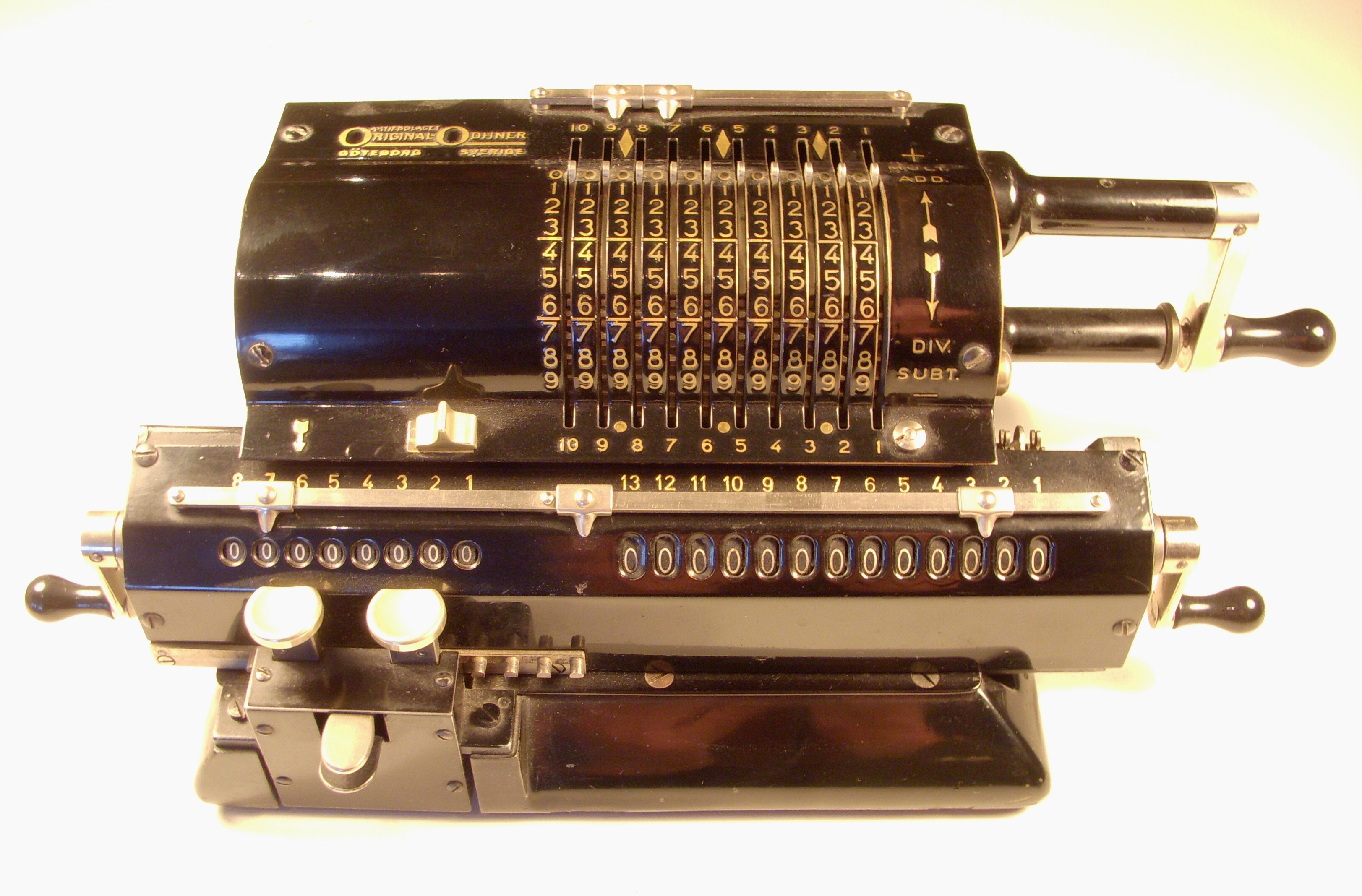
Original Ohdner

Les  calculadores de pinyó ajustable  ( Pinwheel calculators  i per similitud també anomenades aritmòmetres) van ser inventades independentment per Frank Stephen Baldwin als Estats Units (1872) i Wilgott Théophile Odhner a Rússia (1874). Eren de mida més reduïda i de menor cost que les altres calculadores mecàniques existents en aquell moment, i permetien realitzar fàcilment les quatre operacions bàsiques (sumar, restar, multiplicar i dividir).

## Història

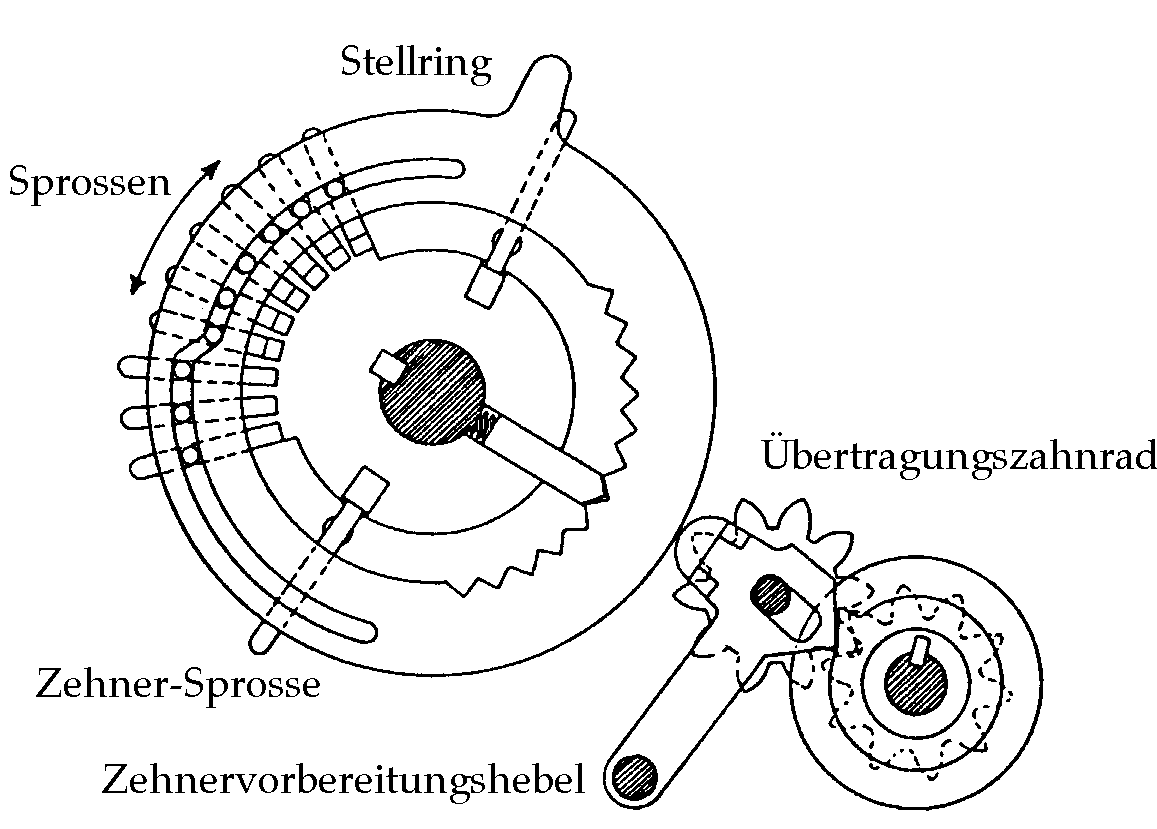
Esbós de pinyó ajustable

A Rússia, els aritmòmetres d'Odhner van ser fabricats en massa per primera vegada el 1886 per  WT Odhner, Maschinenfabrik & Metallgiesserei  i posteriorment en 1891 per la fàbrica Odhner-Gill (фабрика Однера-Гиля) en Sant Petersburg. Les calculadores de dents ajustables van ser més populars a Europa (particularment a Alemanya) que als Estats Units.
El 1924, Felix Edmundovich Dzerzhinsky, el cap de les Txeques russes, va llençar la fabricació d'aritmòmetres d'Odhner. Posteriorment van ser nomenats  aritmòmetre Feliks , i coneguts popularment amb el nom de "ferro Feliks" es van emprar a la Unió Soviètica fins ben entrada la dècada dels 70.
Per fer operacions amb aquest tipus de màquines es fan girar les palanques o  botons corresponents fins a seleccionar el nombre desitjat. La suma, resta, multiplicació i divisió es duen a terme mitjançant uns tambors giratoris.

## Nota
1. ↑   Enciclopedia universal ilustrada europeo-americana ...: Apéndice ....  Espasa-Calpe, 1933 [Consulta: 26 desembre 2011].

## Galeria

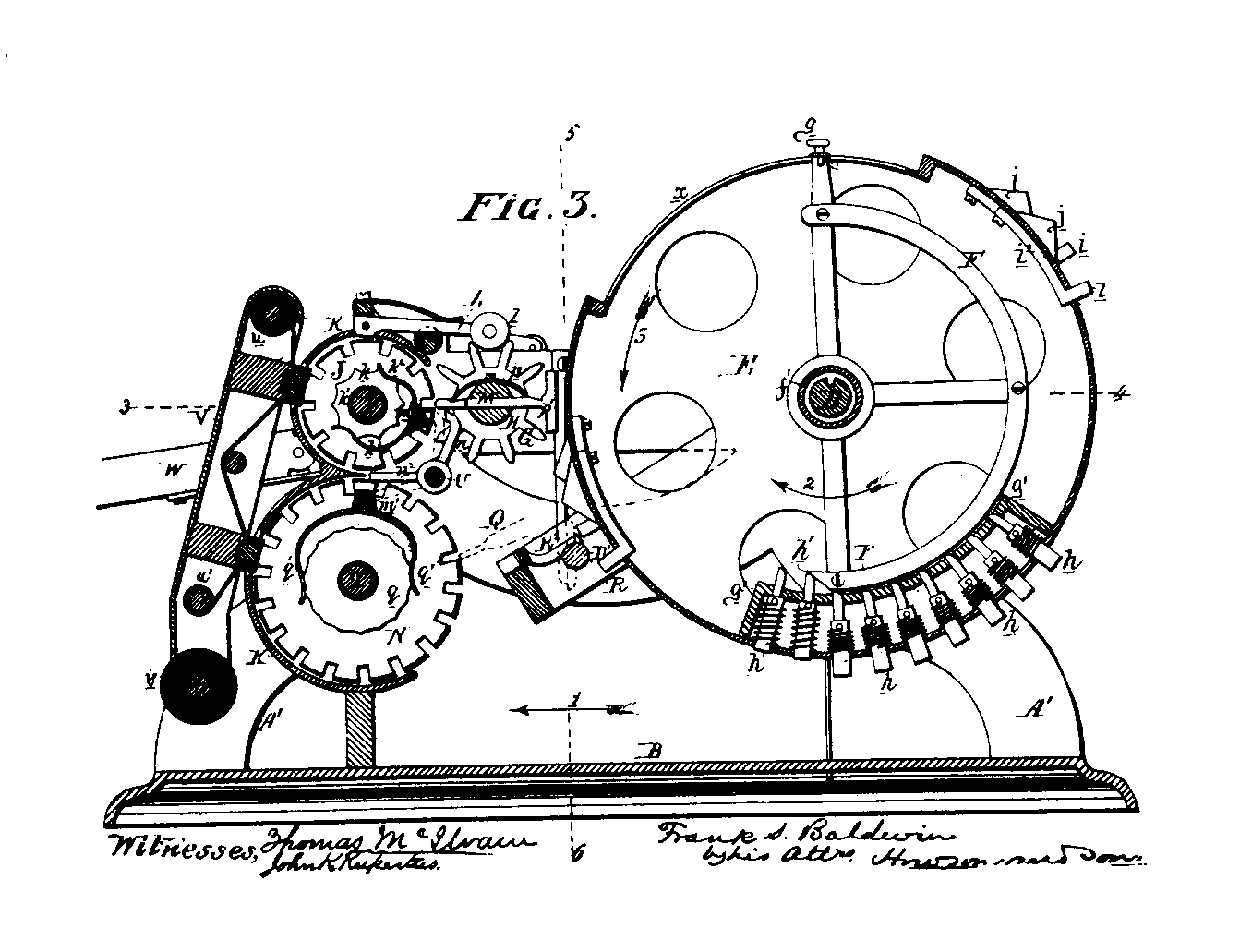
Mecanisme de Baldwin
Mecanisme de Henry Wassén
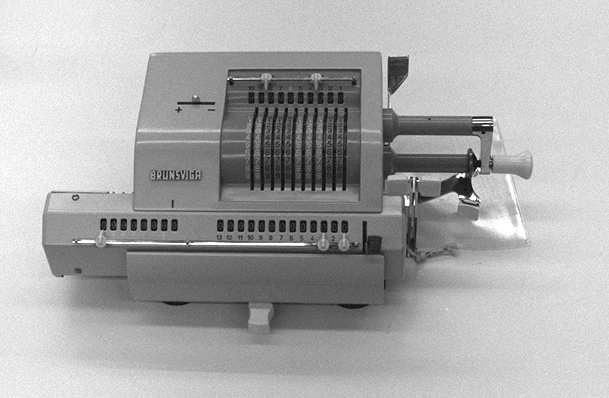
Brunsviga 13 RM
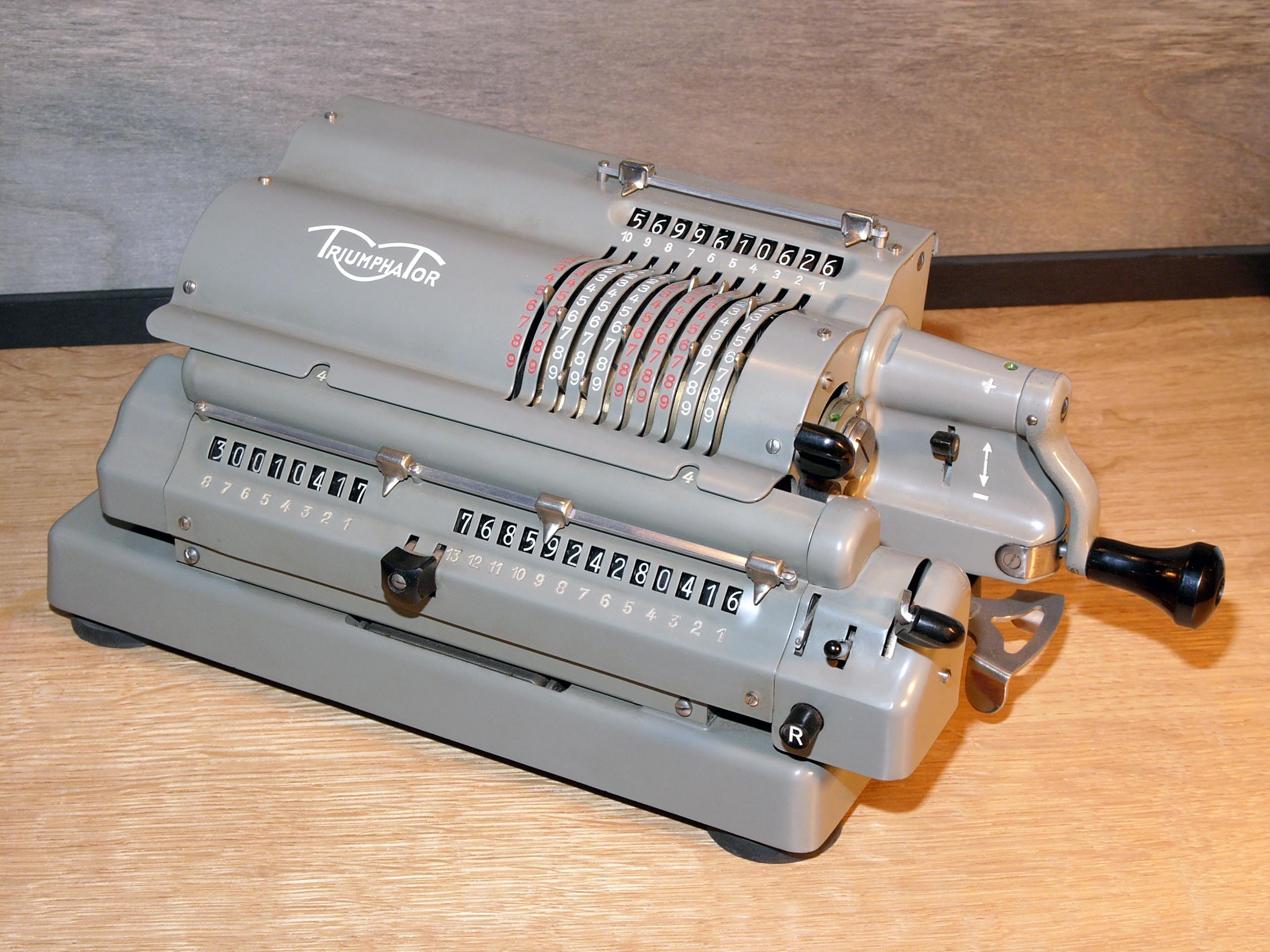
Triumphator CRN1 (1958)
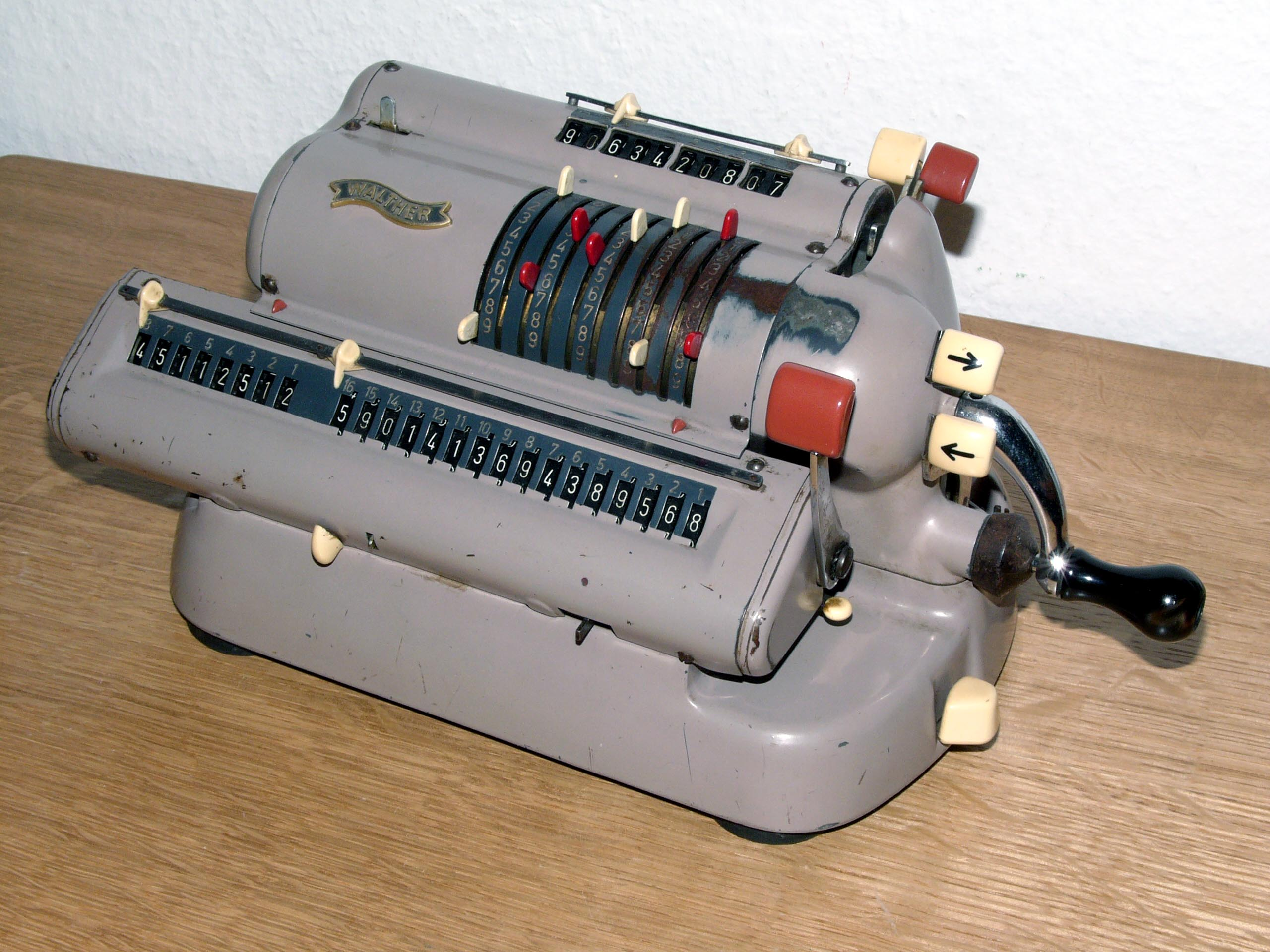
Walther WSR160 (1960)
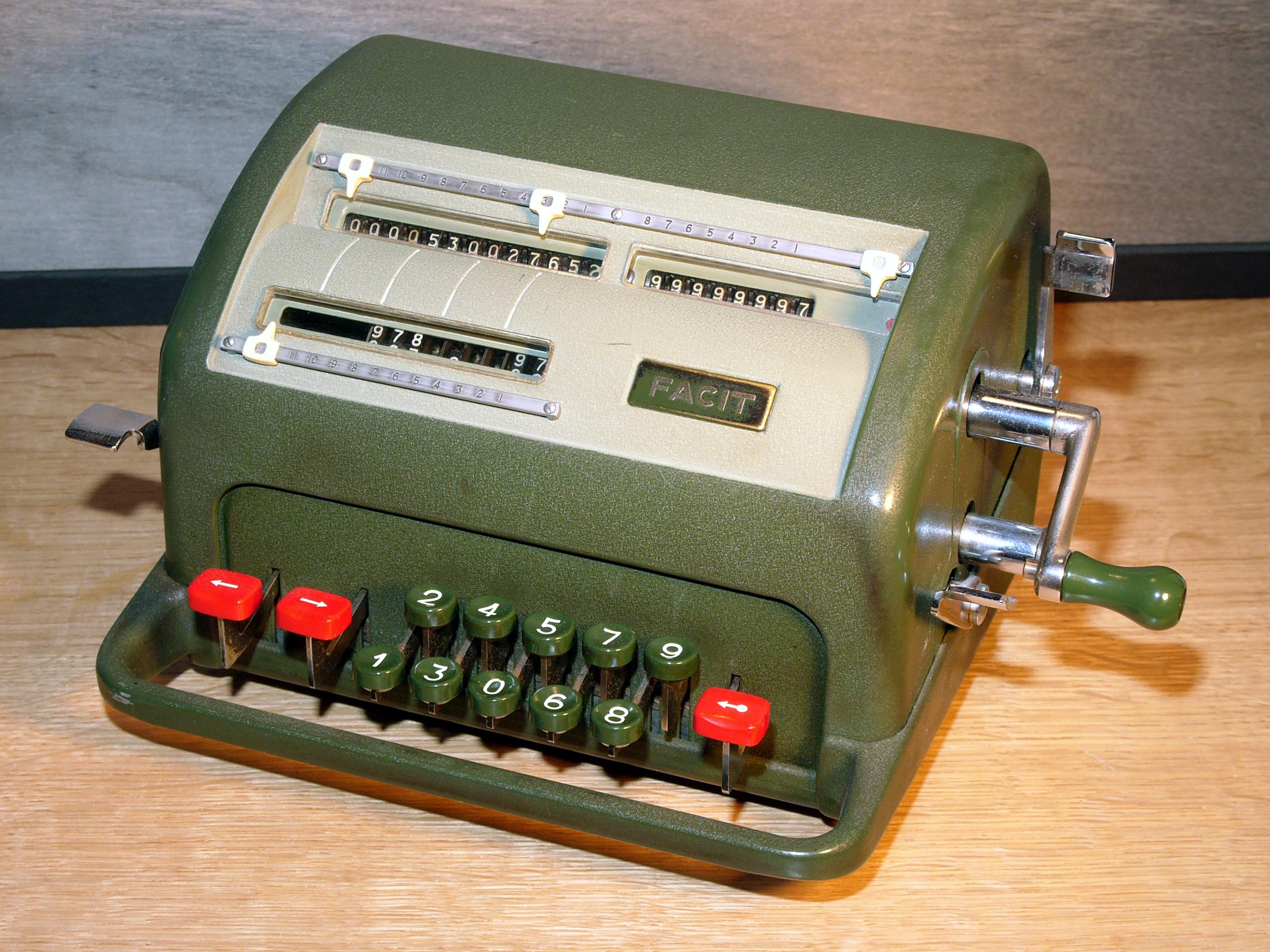
Facit NTK (1954)
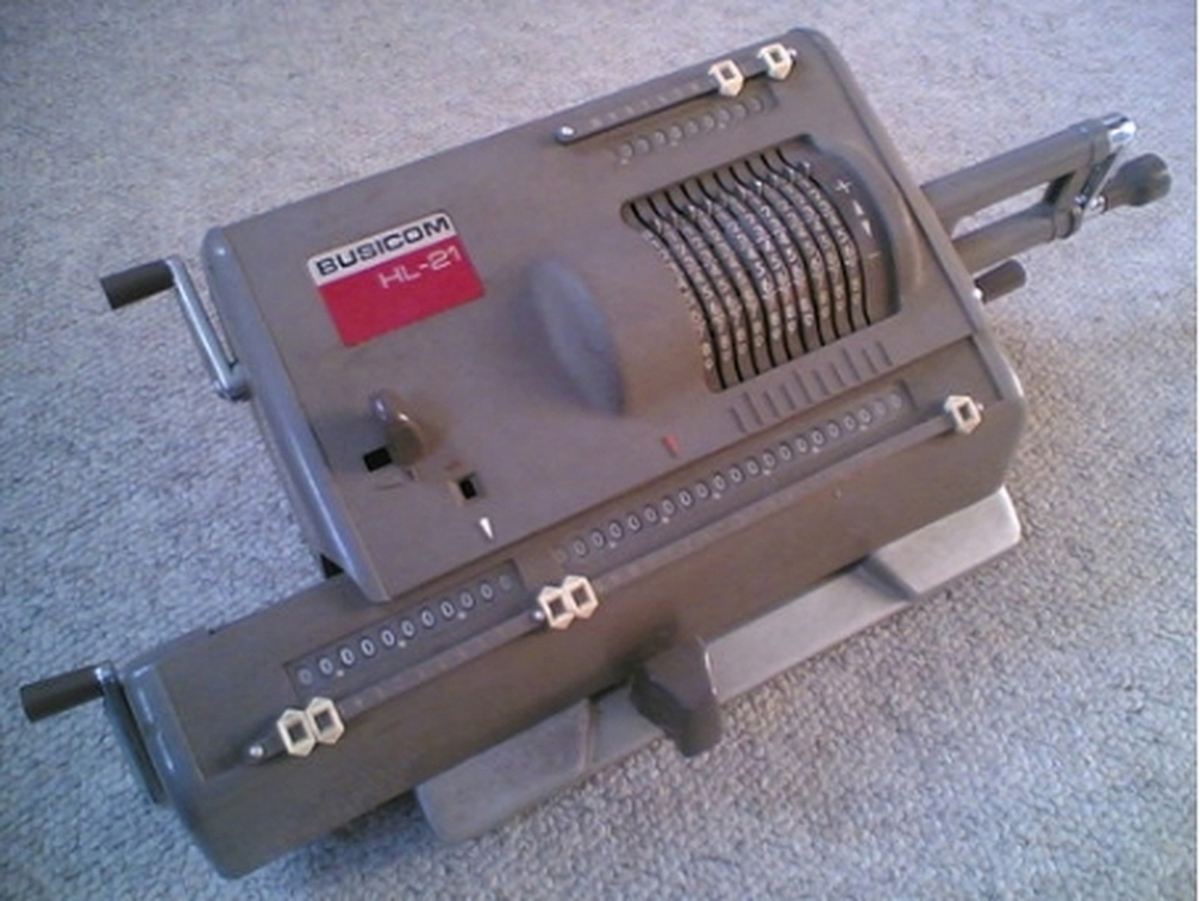
Busicom HL-21